# James Dubik

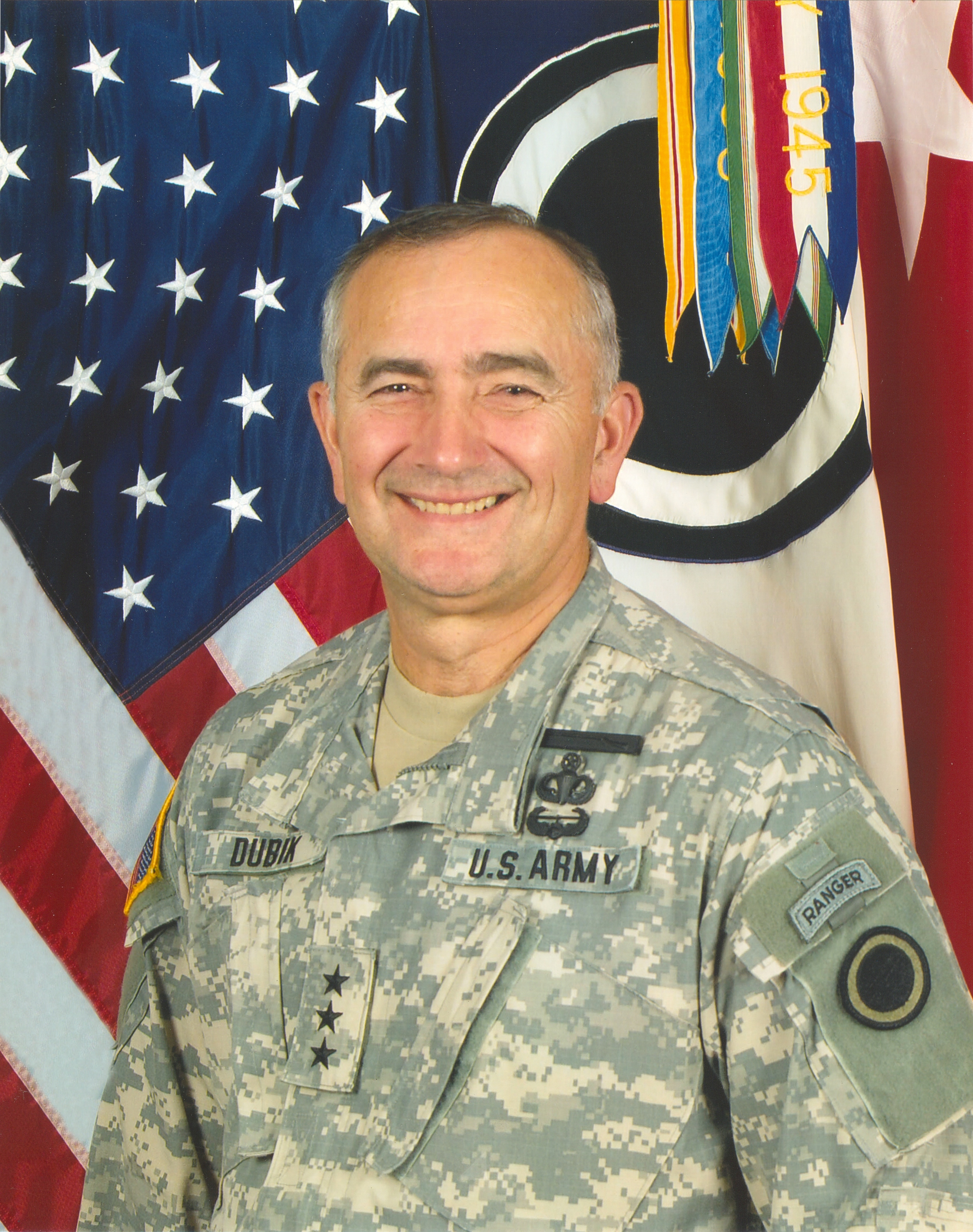
James Dubik

James Michael Dubik (* 6. Dezember 1949) ist ein pensionierter Generalleutnant der United States Army. Er kommandierte unter anderem das I. Korps.
James Dubik besuchte die Grundschule in Erie im Bundesstaat Pennsylvania und studierte anschließend bis 1971 an der dortigen Gannon University. Im Jahr 1971 gelangte er in das Offizierskorps des US-Heeres. Dort wurde er als Leutnant der Infanterie zugeteilt. In der Armee durchlief er anschließend alle Offiziersränge vom Leutnant bis zum Drei-Sterne-General.
Im Lauf seiner militärischen Karriere absolvierte Dubik verschiedene Kurse und Schulungen. Dazu gehörten unter anderem die Marine Corps’ Amphibious Warfare School, das Command and General Staff College und ein Ausbildungsprogramm der Armee (The Advanced Operational Studies Fellowship Program, U.S. Army School of Advanced Military Studies). Außerdem erhielt er einen akademischen Grad von der Johns Hopkins University.
In seinen jüngeren Jahren absolvierte er den für Offiziere in den niederen Rangstufen üblichen Dienst in verschiedenen Einheiten und Standorten. Zwischenzeitlich wurde er auch als Stabsoffizier eingesetzt. Zusätzlich war er als Lehrer bzw. Dozent an verschiedenen Einrichtungen tätig. So lehrte er an der Militärakademie in West Point das Fach Philosophie.
In seiner langen Dienstzeit war Dubik unter anderem im Irak, in Afghanistan, Japan, Südkorea, Thailand, Bosnien, auf Haiti, in Panama, Honduras und vielen Staaten der NATO stationiert. Zu den Einheiten, in denen er seinen Dienst ableistete, gehörten unter anderem die 82. Luftlandedivision, mehrere Rangerbataillone und verschiedene Untereinheiten von Infanteriedivisionen. Er war auch an der Operation Operation Uphold Democracy in den Jahren 1994 und 1995 in Haiti beteiligt.
Dubik war Bataillonskommandeur bei der 25. Infanteriedivision und Brigadekommandeur bei der 10. Gebirgsdivision. In den Jahren 2000 bis 2002 kommandierte er die 25. Infanteriedivision. Am 3. November 2004 übernahm er als Nachfolger von Edward Soriano das Kommando über das I. Korps, das er bis zum 30. April 2007 ausübte. Das Hauptquartier des Korps befand sich in Fort Lewis im Bundesstaat Washington. In den Jahren 2004 und 2005 übernahm das Korps, am Ende unter Dubiks Führung, mit einem vorgeschobenen Hauptquartier in Mosul (Task Force Olympia) und zwei Stryker-Brigaden, die Kontrolle über die Koalitionsstreitkräfte im Norden des Iraks. Nach seiner Zeit als Korpskommandeur wurde Dubik im Jahr 2007 Kommandeur eines multinationalen Sicherheits- und Ausbildungskommandos der NATO im Irak (Commander of the Multinational Security Transition Command-Iraq and the NATO Training Mission). Danach schied er aus dem aktiven Militärdienst aus.
Nach seiner Pensionierung gründete Dubik die Firma Dubik Associates, LLC, eine international tätige Beraterfirma. Dann wurde er Dozent an der Georgetown University. Dabei hielt er auch Vorträge an anderen Bildungseinrichtungen im Großraum Washington, D.C. Darüber hinaus arbeitete er sowohl für das Institute of Land Warfare und die Denkfabrik Institute for the Study of War. Er gehört dem amerikanischen Rat für internationale Beziehungen und nationale Sicherheit an (Member of the Council on Foreign Relations and the National Security Advisory Council). Außerdem gehört er einem katholischen Gremium zur Verbesserung innerkirchlicher Strukturen in der katholischen Kirche der USA an. James Dubik veröffentlichte auch viele Beiträge zu verschiedenen Themen in politischen Magazinen und anderen Zeitschriften.

## Orden und Auszeichnungen
James Dubik erhielt im Lauf seiner militärischen Laufbahn unter anderem folgende Auszeichnungen:
- Army Distinguished Service Medal
- Defense Superior Service Medal
- Legion of Merit
- Meritorious Service Medal
- Army Commendation Medal
- Army Achievement Medal